# Божићни ораторијум
Божићни ораторијум BWV 248, је ораторијум који је написао Јохан Себастијан Бах. Намењен је извођењу током сезоне божићњих празника. Написан је 1734, као комбинација раније насталих композиција, као што су три световне кантате из периода 1733-1734, и данас изгубљене духовне кантате BWV 248a. О датуму настанка сведочи Бахов датиран рукопис. 
Божићни ораторијум је најдужи и најкомплекснији од три Бахова ораторијума. Састоји се из шест делова, од којих је сваки био намењен извођењу различитог дана. Данас се ово дело обично изводи у целини, или у два дела. Извођење траје скоро три сата. 
Први део (намењен извођењу на дан Божића) говори о Христовом рођењу. Други део је посвећен откривању ове вести пастирима, а трећи њиховом поклоњењу. Четврти део говори о Христовом обрезању (изводи се на Нову годину), пети о путовању Света три мудраца, а шести о њиховом поклоњењу (изводи се на Богојављење). Ову причу дочарава солиста тенор, који представља јеванђелисту.